# PSA World Tour Finals der Damen 2021/22
Die PSA World Tour Finals der Damen 2021/22 fanden vom 21. bis 26. Juni 2022 in der ägyptischen Hauptstadt Kairo statt. Die 16. Austragung des Saisonabschlussturniers war Teil der PSA World Tour der Damen 2021/22 und mit 200.000 US-Dollar dotiert. Parallel fand das Saisonabschlussturnier der Herren statt.
Vorjahressiegerin war Nouran Gohar, die erneut das Endspiel erreichte. In diesem unterlag sie Nour El Sherbini mit 6:11, 8:11 und 5:11.

## Qualifikation und Modus
Die Gewinnerinnen aller Turniere der Kategorie PSA World Tour Platinum der Saison 2021/22 waren direkt qualifiziert. Alle Plätze, die durch mehrfache Titelträgerinnen übrig blieben, gingen an die nächste Spielerin in der Punkterangliste. Direkt qualifiziert war außerdem die amtierende Weltmeisterin, in diesem Jahr Nour El Sherbini. Qualifizierte Spielerinnen sind fett markiert.
| #  | Spielerin        | Punkte | Turniere | Platinum-Siege |
| -- | ---------------- | ------ | -------- | -------------- |
| 1  | Nouran Gohar     | 23.150 | 13       | 4              |
| 2  | Nour El Sherbini | 15.470 | 9        | 1              |
| 3  | Hania El Hammamy | 14.890 | 11       | 2              |
| 4  | Amanda Sobhy     | 9.695  | 11       |                |
| 5  | Joelle King      | 8.775  | 12       |                |
| 6  | Sarah-Jane Perry | 7.680  | 13       |                |
| 7  | Rowan Elaraby    | 6.993  | 13       |                |
| 8  | Georgina Kennedy | 6.008  | 12       |                |
| 9  | Salma Hany       | 5.905  | 12       |                |
| 10 | Olivia Fiechter  | 5.515  | 13       |                |
| 11 | Nele Gilis       | 5.145  | 14       |                |
| 12 | Nour El Tayeb    | 4.750  | 7        |                |
| 13 | Nadine Shahin    | 4.655  | 17       |                |
| 14 | Tinne Gilis      | 4.240  | 12       |                |
| 15 | Tesni Evans      | 4.190  | 13       |                |
| 16 | Sabrina Sobhy    | 4.105  | 15       |                |

Die Vorrunde wurde in zwei Gruppen mit je vier Spielerinnen im Best-of-three-Format ausgetragen. Für einen 2:0-Sieg wurden vier Punkte, für einen 2:1-Sieg drei Punkte und für eine 1:2-Niederlage ein Punkt vergeben. Bei Punktgleichheit entschied der direkte Vergleich. Waren drei oder mehr Spielerinnen am Ende punktgleich, zählte das Verhältnis der gewonnenen Einzelpunkte. Die Gruppensiegerinnen und -zweiten zogen ins Halbfinale ein, das ebenfalls im Best-of-three-Format gespielt wurde. Das Finale wurde über drei Gewinnsätze ausgetragen.

## Preisgelder und Weltranglistenpunkte
Bei dem Turnier wurden die folgenden Preisgelder und Weltranglistenpunkte für das Erreichen der jeweiligen Runde ausgezahlt bzw. gutgeschrieben. Die Beträge sind nicht kumulativ zu verstehen. Das Gesamtpreisgeld betrug 200.000 US-Dollar.
| Runde          | Preisgeld |
| -------------- | --------- |
| Sieg           | 57.000 $  |
| Finale         | 38.000 $  |
| Halbfinale     | 23.750 $  |
| Gruppendritter | 14.250 $  |
| Gruppenvierter | 9.500 $   |

| Runde                 | Punkte   |
| --------------------- | -------- |
| Sieg                  | + 1000 1 |
| Finale                | + 550    |
| Halbfinale            | + 200    |
| Gruppenphase pro Sieg | + 150    |

 1 Sollte die Gewinnerin ungeschlagen bleiben, erhält sie einen Bonus von zusätzlichen 150 Punkten.

## Finalrunde

### Gruppenphase

#### Gruppe A

##### Tabelle
| Pos. | Setzliste | Spielerin        | Spiele | Sätze | EP    | Punkte |
| ---- | --------- | ---------------- | ------ | ----- | ----- | ------ |
| 1    | 1         | Nouran Gohar     | 3:0    | 6:0   | 66:23 | 12     |
| 2    | 4         | Amanda Sobhy     | 2:1    | 4:2   | 53:40 | 8      |
| 3    | 5         | Joelle King      | 1:2    | 2:5   | 49:72 | 3      |
| 4    | 8         | Georgina Kennedy | 0:3    | 1:6   | 43:76 | 1      |

##### Ergebnisse
| Spielerin    | Spielerin        | Ergebnis          |
| ------------ | ---------------- | ----------------- |
| Joelle King  | Georgina Kennedy | 7:11, 11:5, 14:12 |
| Nouran Gohar | Amanda Sobhy     | 11:4, 11:5        |
| Amanda Sobhy | Joelle King      | 11:5, 11:5        |
| Nouran Gohar | Georgina Kennedy | 11:3, 11:4        |
| Amanda Sobhy | Georgina Kennedy | 11:4, 11:4        |
| Nouran Gohar | Joelle King      | 11:6, 11:1        |

#### Gruppe B

##### Tabelle
| Pos. | Setzliste | Spielerin        | Spiele | Sätze | EP    | Punkte |
| ---- | --------- | ---------------- | ------ | ----- | ----- | ------ |
| 1    | 2         | Nour El Sherbini | 3:0    | 6:1   | 70:57 | 11     |
| 2    | 3         | Hania El Hammamy | 2:1    | 5:3   | 85:73 | 8      |
| 3    | 6         | Sarah-Jane Perry | 1:2    | 2:5   | 61:78 | 3      |
| 4    | 7         | Rowan Elaraby    | 0:3    | 2:6   | 72:80 | 2      |

##### Ergebnisse
| Spielerin        | Spielerin        | Ergebnis          |
| ---------------- | ---------------- | ----------------- |
| Nour El Sherbini | Sarah-Jane Perry | 11:6, 11:8        |
| Hania El Hammamy | Rowan Elaraby    | 11:8, 8:11, 11:9  |
| Nour El Sherbini | Rowan Elaraby    | 11:8, 11:7        |
| Hania El Hammamy | Sarah-Jane Perry | 16:14, 11:5       |
| Nour El Sherbini | Hania El Hammamy | 11:8, 4:11, 11:9  |
| Sarah-Jane Perry | Rowan Elaraby    | 5:11, 11:8, 12:10 |

### Halbfinale
| Spielerin        | Spielerin        | Ergebnis    |
| ---------------- | ---------------- | ----------- |
| Nouran Gohar     | Hania El Hammamy | 11:9, 12:10 |
| Nour El Sherbini | Amanda Sobhy     | 11:2, 11:5  |

### Finale
| Spielerin    | Spielerin        | Ergebnis         |
| ------------ | ---------------- | ---------------- |
| Nouran Gohar | Nour El Sherbini | 6:11, 8:11, 5:11 |